# Ангіодисплазія
Ангіодисплазія
[від грец. αγγειον (ангіо) судина;
грец. δυσ (дис) порушення;
грец. πλάσει (плазія) утворюю, ліплю, формую] — термін у медицині, який описує патологічні кровоносні судини.  Існують інші назви, якими вони можуть бути визначені, наприклад, «ангіоектазія», «АВМ» або «артеріовенозні мальформації».

## Загальні відомості
Аномальні за своїм станом кровоносні судини можуть знаходитися в різних органах, однак зазвичай йдеться про ангіодисплазією шлунково-кишкового тракту, коли вони виникають у шлунково-кишковому тракті.
Ангіодисплазія може призводити до періодичної кровотечі, проявлятися у вигляді залізодефіцитної анемії, а іноді у вигляді видимої кровотечі з шлунково-кишкового тракту.

В основному вони виникають у літніх пацієнтів і людей з певними захворюваннями.

## Причини
Причини цього стану недостатньо вивчені.

Одним із запропонованих пояснень є те, що захворювання розвивається через періодичну закупорку дрібних кровоносних судин, які називаються венами, у м’язовій стінці кишечника.  З часом це періодичне закупорювання призводить до розтягування цих крихітних кровоносних судин, що призводить до розширення та скручування.  Цей механізм виникає в областях, де напруга в кишковій стінці висока порівняно з іншими ділянками.

Іноді вони можуть розвиватися через несправність клапанного механізму відповідних кровоносних судин.
Серед причин розглядається явище звуженого серцевого клапана, що називається аортальним стенозом. Ця звуженість призводить порушення проходження мультимерів фон Віллебранда через отвір клапана.

Такого роду явища є тригерами, які викликають кровотечу.

## Симптоми
Симптоми цього стану в шлунково-кишковому тракті залежать від того, чи кровоточать ці ураження та наскільки сильно вони кровоточать.

Якщо ці судини не кровоточать, у людей не буде жодних симптомів.  Однак вони все одно можуть дізнатися про цей стан, коли їхній лікар проведе інший тест з іншої причини.

Якщо ці аномальні кровоносні судини кровоточать, це може відбуватися повільно та періодично протягом місяців або років.  Іноді люди можуть не усвідомлювати, що у них кровотеча, але це може проявлятися як залізодефіцитна анемія (т.зв. малокрів'я).
В інших випадках цих кровотеч пацієнт може бачити криваві або чорні (смолянисті) випорожнення.
При анемії через кровотечу з цих аномальних судин, людина може відчувати втому або слабкість.

Анемія та слабкість буде найпоширенішим симптомом.

## Фактори ризику
- хронічні захворювання нирок,
- аортальний стеноз,
- хвороба фон Віллебранда
- Штучний шлуночок серця[1].

## Діагностичне тестування
Специфіка тестів залежить від того, в якій області шлунково-кишкового тракту хворого лікар підозрює кровотечу.
1. Верхня ендоскопія:

Це процедура з входженням через рот з використанням камери ендоскопу, під час якої досліджується стравохід, шлунок та перша частина тонкої кишки — дванадцятипала кишка.  Як правило, пацієнт отримує седативні препарати.
2. Колоноскопія.

Ця процедура допомагає лікареві оглянути всю протяжність товстого кишковика. Цей тест провадиться з використанням ендоскопу, який вводиться через анус.
3. Капсульна ендоскопія.

У цьому тесті використовується маленька камера розміром приблизно з таблетку. Цей метод дозволяє оглянуту всю протяжність стравоходу.

Проковтнута камера надсилає фотографії до зовнішнього портативного реєстратора даних, який пацієнт носить під час цього тесту.
4. Комп'ютерна томографія.

Це візуалізаційний тест, який створює зображення досліджуваної ділянки тіла.  Як правило, під час цього тесту в систему кровообігу вводиться «контрастний матеріал».
5. Аноскопія.

Це обстеження за допомогою невеликого, жорсткого, трубчастого інструменту, який називається аноскопом. Він вставляється на глибину до 10 см. в задній прохід, щоб оцінити проблеми анального каналу. Аноскопія використовується для діагностики геморою, анальних тріщин і деяких видів раку.
6. Візульний та пальцевий метод.

Під час візуального огляду лікарем може бути помічена анальна тріщина або, якщо її не видно, може бути промацана.

## Лікування
Лікування, як правило, потрібне при наявності кровотеч та анемії (малокрів'ї).
Лікування зазвичай включає процедуру пошуку та зупинки кровоточивої судини.

Ці процедури:

- Ендоскопія та колоноскопія — для виявлення уражень та їх лікування.
- Ентероскопія — схожа на верхню ендоскопію;  однак камера передається далі в кишечник.
- Ангіографія — процедура схожа на комп’ютерну томографію для пошуку та блокування кровоточивої судини.
- Хірургічне втручання — деяким людям з великою кровотечею може знадобитися хірургічне втручання для видалення частини кишечника.

## Додаткові методи лікування
1. Ліки, що містять залізо.
Пацієнтам можуть знадобитися препарати для покращення формули крові.
2. Переливання крові.
У разі кровотечі для покращення показників крові передбачається введення донорської крові у вену.

## Висновки
- Ангіодисплазія  — аномальна судинна патологія, яка розвивається через різні причини, які до кінця не вивчені. Ангіодисплазія зазвичай проявляється у вигляді анемії або шлунково-кишкової кровотечі.  Як правило, це не загрожує життю;  однак у рідкісних випадках це може призвести до сильної кровотечі[1].
- Загальні фактори ризику включають вік, хронічну хворобу нирок, стеноз аорти, хворобу фон Віллебранда, штучний шлуночок серця[1].
- Діагностичні дослідження включають ендоскопію, колоноскопію, капсульну ендоскопію та КТ[1].
- Лікування включає ендоскопічне лікування, ангіографію, іноді — хірургічне втручання[1].
- Інші методи лікування включають прийом таблеток заліза, переливання крові[1].